# Парламентские выборы в Туркменистане (2004)
Парламентские выборы Туркменистана прошли 19 декабря 2004 года. Все места в Меджлисе третьего созыва заняла Демократическая партия, единственная легальная партия в стране. Всего за 50 депутатских кресел боролся 131 кандидат. Явка избирателей составила 76,88%. Как сообщалось, избирательные участки в столице Туркменистана, Ашхабаде, в течение дня были почти пустыми, из-за чего сотрудники избирательных комиссий носили урны для голосования по домам.

## Результаты
| Партия                               | Голосов   | % | Мест |
| ------------------------------------ | --------- | - | ---- |
| Демократическая партия Туркменистана |           |   | 50   |
| Независимые                          |           |   | 0    |
| Недействительные бюллетени           |           | — |      |
| Всего                                | 1 915 000 |   | 50   |
| Источник:                            |           |   |      |